# Anonidium le-testui
Anonidium le-testui är en kirimojaväxtart som beskrevs av François Pellegrin. Anonidium le-testui ingår i släktet Anonidium och familjen kirimojaväxter. Inga underarter finns listade i Catalogue of Life.